# Johann Jakob Walther
Johann Jakob Walther (ur. około 1650 w Witterda, zm. 2 listopada 1717 w Moguncji) – niemiecki kompozytor i skrzypek.

## Życiorys
Między około 1670 a 1673 rokiem przebywał we Florencji. W latach 1674–1680 był skrzypkiem na dworze elektorskim w Dreźnie. W 1681 roku osiadł w Moguncji, gdzie pełnił funkcję dworskiego sekretarza i kanonika. W 1693 roku otrzymał tytuł doktora.
Z jego twórczości zachowały się dwa zbiory kompozycji na skrzypce i basso continuo, Scherzi da violino solo con il basso continuo (Lipsk–Frankfurt nad Menem 1676, 2. wydanie Moguncja 1687) oraz Hortulus chelicus (Moguncja 1688, 2. wydanie 1694). Należał do najwybitniejszych XVII-wiecznych skrzypków, a jego utwory należą do najtrudniejszych technicznie dzieł skrzypcowych epoki baroku. Wymagają rozmaitych technik smyczkowania oraz skomplikowanych chwytów w szybkich arpeggiach i trylach. François Fétis określił Walthera mianem „Paganiniego swej epoki”.